# Parti allemand (Slovaquie)
Pour les articles homonymes, voir Parti allemand (homonymie).
Sous la république slovaque, le Parti allemand (allemand : Deutsche Partei, abrégé DP) était un parti politique d'obédience nazie en activité parmi les minorités allemandes entre 1938 et 1945,.

## Histoire
Le Parti allemand est fondé le 8 octobre 1938, en tant que successeur du Parti allemand des Carpates (en) (KdP),. Franz Karmasin (en), membre de la Chambre des députés tchécoslovaque dirige le parti en s'octroyant le titre de Volksgruppeführer. Le DP assure en Slovaquie la fonction de référent pour le Groupe du peuple allemand en Tchécoslovaquie (en) (DVG), qui a pris la succession du Parti allemand des Sudètes fondé le 30 octobre 1938. Le GP émet deux bulletins : Grenzbote et Deutschen Stimmen, publiés à Bratislava.
À l'origine, le DP s'aligne sur le modèle du NSDAP d'Allemagne, suivant le Führerprinzip,. Il adopte la croix gammée comme symbole ainsi que l'hymne du Horst-Wessel-Lied. La branche jeunesse du DP,  appelée « Jeunesses allemandes de Slovaquie (en) » (Deutsche Jugend), entraîne des unités paramilitaires appelées les Freiwillige Schutzstaffel. En termes de positionnement politique, le DP s'efforce de rassembler de façon homogène les communautés allemandes des Carpates et de défendre une situation privilégiée pour les Allemands de Slovaquie. Le parti suit de près la politique extérieure du Troisième Reich. Dans ses statuts du 1er mars 1940, le DP proclame dans le premier article que « le Parti allemand représente la volonté de toutes les populations allemandes de Slovaquie ». Toutefois, les Allemands de Slovaquie ne sont pas tous satisfaits de ce parti prétendument unitaire et le DP se heurte aux résistantes de partisans du parti allemand des Zipser (en), pro-hongrois.
Le 18 décembre 1938, le Parti allemand possède deux députés élus du Landtag slovaque sur la liste du Parti populaire slovaque (HSĽS) : Karmasin et Josef Steinhübl (en),.
En 1940, le DP revendique 57 000 membres organisés dans 120 comités locaux. Le Parti allemand disparaît en 1945,.